# 小行星9722
小行星9722（9722 Levi-Montalcini）是一颗围绕太阳公转的小行星。1981年3月4日，天文学家亨利·德波鸿诺、喬瓦尼·德·桑蒂斯在拉西拉天文台发现了此天体。
这颗小行星的绝对星等为94.14742等。